# Династія Північна Юань
Північна Юань або Монгольське ханство (1368 —1635 роки) — держава в Центральній Азії, що утворилася в результаті занепаду імперії Юань. Керувалася династією Чингізидів, лінією Толуїдів. Мала також монгольську назву Держава Сорока і Чотирьох туменів. Після 1388 року для неї використовувалася назва Монгольське ханство (каганат). Протягом XIV правителі Північної Юань вели запекли війні з державою Мін, намагаючись повернути владу в Китаї. Після поразки від мінських військ у 1380-х роках почався поступовий занепад. Його прискорили невдалі війни проти ойратів та Могулістану. Лише у 2-й половині XV ст. вдалося відновити потугу Монгольського ханства. Втім зрештою у 1630-х роках воно розпалося, згодом ставши об'єктом боротьби між Джунгарським ханством та державою Цін.

## Історія

### Занепад Великої Юань
З 1310-х років починається поступове послаблення імперії Юань, викликане боротьбою за владу, спорожненням скарбниці, значними витратами на імператорський двір та війни. До цього додалися помилки в управлінні та збільшення податків, які призвели до повстань в 1348 році. Все це переросло в антимонгольські виступи 1350-х років у різних частинах держави. Найбільшим суперником стали війська на чолі з Чжу Юаньчжаном, який у 1368 році завдав поразки юаньському імператору Тоґон-Темуру. Останній вважав за краще відступити зі своїм двором зі столиці — Ханбалику — на північ країни. Столицю спочатку перенесено в Шанду, у 1369 році — до Їнчану. Держава Велика Юань перестала існувати в колишньому вигляді, проте Толуїди (або як їх називають Хубілаїди) зберегли ім'я своєї династії, маючи намір повернутися до Китаю. Тепер вони називали свою державу «Північна Юань».
Втім у 1370 році Тогон-Темур загинув у війні з династією Мін (утворена Чжу Юаньчжаном), а його спадкоємець Білігту-хан у 1370 році вимушений був перенести столицю до Каракоруму, старовинної ставки Чингізидів. Було збережено імператорську титулатуру, поєднавши з монгольською — великий каган.
Правителі держави спиралися на корінне населення Монголії та Маньчжурії. Також було збережено вплив на ойратські племена, розширено володіння до річки Ілі (скориставшись послабленням Могулістану). Водночас задля зменшення кількості монголів під владою Північної Юань і, відповідно загрози з півночі, уряд Мін перешкоджав виходу монголів на північ і проводив політику їх насильницької асиміляції. Монгольські родини, які намагалися відкочувати на територію Монголії, мінські війська перехоплювали і винищували або перетворювали на рабів.

### Боротьба з державою Мін
Невдовзі північна Юань вимушена була перейти до оборони. У 1372 році завдано поразки 150-тисячному мінському війську, що вдерлося в межі Монголії. після чого відбувся контрнаступ військ Північної Юань У 1375 році розпочалася військова кампанія, яка спочатку була доволі успішною для північноюаньського війська: було захоплено Південну Маньчжурію та значну частину Ляодунського півострова. Проте до 1383 року війська північної Юань зазнали повної поразки й вимушені були здатися військовикам Мін.
Водночас монгольські війська в Юньнані, Сичуані і Гуйчжоу на чолі із Басалавармі, що почали повстання та наступ на центральні області, також зазнали поразки й були знищенні до 1382 року. Наслідком цього було послаблення Північної Юань, яка практично втратила можливості відновити владу в Китаї. Цим скористалися місцеві нойони — представники роду Ариг-буги, яких підтримували ойратські тайші (володарі).
1387 року почалася чергова війна з династією Мін, в результаті чого монгольські війська зазнали поразки, а столицю Каракорум було захоплено, сплюндровано й зруйновано. При цьому близько 70 тисяч монголів було взято в полон. Частина втекла і розсіялася. Сам каган зміг втекти зі жменькою вояків, проте незабаром його було вбито загоном нойона Есудера. В результаті чого Північна Юань відмовилася від активної зовнішньої політики. Почалася боротьба за власне існування. З цього моменту держава зазвичай називається Монгольське ханство.

### Панування ойратів
Есудер, що був нащадком Ариг-буга, став новим каганом. Втім вплив з цього часу переходить до тайшів ойратів. Почалося протистояння ойратів (східних монголів) та центральних монголів. В державі почався період так званих «малих каганів», коли формально займали престол Чингізиди, а влада зосередилася у військовиків. Протягом 1390—1400 років відбувається постійна боротьба за владу, що поєднувалася з конфліктами з Могулістаном і імперією Мін. В цю боротьбу згодом також втрутився Тамерлан. Змінилося декілька ханів, які померли насильницькою смертю. Також влада великого хана ставала номінальною.
У 1402 році на нетривалий час було скасовано титул юаньського кагана, але вже у 1403 році відновлено. З цього часу каган Олдз-Темур зумів об'єднати навколо себе нойонів та нащадків Толуя. При цьому мав підтримку з боку ойратів та Тамерлана. У 1404 році став готуватися з останнім до спільного походу на Китай. Але смерть Тамерлана 1405 року завадило цим планам.
Відновлення єдності держави сприяла перемозі у 1409 році над мінськими військами, що вдерлися до Монголії. Слідом за цим стався конфлікт, внаслідок якого Олдз-Темур загинув, а ойрати посадили на трон свого ставленика Делбег-хана. Втім, у 1417 році фактичним правителем став очільник східних монголів Аргутай, відтіснивши ойратів. Але у Західній Монголії владу захопив рід нойонів Чорос. Протягом 1422—1423 років Аргутаю довелося воювати проти ойратів та мінських військ. Вплив кагана Монголії став суто номінальним. У 1425 році Аргутай зазнав поразки, й владу знову перебрали ойрати. Відтоді їхні тайші на власний розсуд змінювали каганів.
Найбільше піднесення відбулося за Есен-тайши, який зрештою у 1453 році сам став каганом, хоча не належав до Чингізидів. В цей час вдалося перемогти Могулістан, державу кочових узбеків. У 1449 році Есен переміг та полонив мінського імператора Цічженя, сплюндрувавши північні провінції Китаю, але захопити Пекін та посадити там залежного правителя не зміг. Спроба 1450 року захопити Пекін також була невдалою. Ці невдачі у війні з Мін призвели до невдоволення серед монголів. У 1454 році Есен-тайши було повалено, а владу перейняли Хубілаїди. Водночас вплив ойратів сходить нанівець.
З кінця 1450-х років починається боротьба між нойонами Хорчина та Ордосу, які по черзі становили власних ханів з роду Толуїдів. Лише у 1475 році Мандуул-хан зміг кинути виклик цим нойонам. Водночас починається боротьба між центральними, східними та західними монголами, до якої стали долучатися уйгури.

### Відновлення потуги
Справу Мандуул-хана продовжив Даян-хан, що став правителем у 1478 році. Він істотно послабив вплив у Монголії ойратських ханів і тайшів. Перемога Даян-хана в битві при Далан-Терджіне об'єднала монголів і згрупувала їх під владу чингісидів. Його рішення розділити підконтрольних «шість туменів» монголів між своїми синами привела до децентралізованого, але порівняно стабільного правління. Невдовзі відновив імператорську титулатуру.
Зміцнивши державу Даян-хан розпочав війну з династією Мін. З 1490-х років здійснював грабіжницькі походи, але 1500 року намагався захопили провінцію Ніньсі, проте невдало. Слідом за цим війна тривала до 1507 році у вигляді обопільних рейдів. У 1513 році війна з Китаєм поновилася, втім в ній зрештою монголи у 1517 році зазнали поразки, а Даян-хан загинув.
Втім центральний уряд зберігся, проте активна зовнішня політика припинилася. З кінця 1530-х років відбуваються повстання у прикордонних областях, які намагалися здобути більшу самостійність. З 1540 року впроваджено традицію розподілу держави між панівним каганом і його спадкоємцем на східну та західну частини. З цього часу знову починаються відцентрові тенденції.

### Занепад
З 1547 року фактично розпалася на три частини, хоча зберігався титул кагана за правителем у центральній Монголії. З 1570-х років посилюється вплив Китаю на Ордос та Хочин, місцевим нойонам яких було завдано поразки мінськими військами. Втім, уже на початку XVII ст. держави вже фактично розпалася, але все ще номінально визнавалася влада кагана. Навіть Халха (основна частина Монголії) розпалася на три володіння.
У 1612 році нойони Ордосу та південної Халхи укладають союз з Нурхаці, богдиханом Пізньої Цзінь. У відповідь Лігден-хан вирішив приборкати напівнезалежних нойонів. Війна тривала до самої смерті кагана у 1634 році. Його спадкоємець Еджей-хан визнав незалежність Халхи та Ордосу, чим підтвердив фактичний розпад Монгольського ханства. Основними володіннями стали: держави Алтан-ханів, Тушету-ханів, Дзагацу-ханів та Сечен-ханів.
З цього моменту окремі монгольські держави воювали між собою, з Пізньою Цзінь, Джунгарським ханством, здійснювали походи до Північного Тибету, з 1680-х років вступили у конфлікт з Московським царством. Усе це остаточно послабило монголів. У 1690-х роках монгольські правителі опинилися під зверхністю джунгарських ханів та імператорів Цін. У 1697 році більшість монгольських володінь опинилися під владою Цін.

## Населення та територія
Основу складали монголи, проте поділялися на центральних монголів (ордосці та хорчинці), східних монголів (халхці, урянхайці) та західних монголів (ойратів). Також в межах держави мешкали маньчжури, буряти, тувинці, киргизи, предки сучасних казахів).
З 1480 року Монгольське ханство було поділено на Ліве та Праве крила, які поділялися на тумени. Останні в свою чергу розділено на отоги. Ліве крило складалося з туменів Халка, Чахар та Урянхай. Тумен Халха поділялася на північні отоги Джалайд, Бесуд, Елджигін, Горлос, Хокуїд, Хатагін та південні отоги — Баягуд, Баарин, Джаруд, Учирад, Хонгірат. Тумен Чахар — на отоги Абга, Абаганар, Аохан, Даур, Дорбод, Хешигтен, Муумянган, Найман, Оннюд, Хуучід, Сунід, Уземхід, Урад. У 1538 році тумен Урянхай увійшов до складу тумена Халха.
Праве крило складалося з туменів Ордон, Тумед та Юншийбуу (згодом розпався на Хорчин і Асуд). Окреме підпорядкування мали 10 племен ойратів.

## Релігія
Основним віруванням протягом тривалого періоду залишався шаманізм у формі тенгіанства. Лише у західних областях деяке поширення мав іслам, який поступово посилився в областях, населених уйгурами. З 1570-х серед монголів Ордосу поширення став набувати тибетський буддизм (ламаїзм). Деякий час відбувалося протистояння шкіл Карма Каг'ю та Гелуг. Згодом ламаїзм поширився на Халху.